# Seznam zimbabwských spisovatelů
Seznam zimbabwských spisovatelů obsahuje přehled některých významných spisovatelů, narozených nebo převážně publikujících v Zimbabwe.

## A
- Stephen Alumenda (1966–2004), dětská literatura

## B
- N. H. Brettell (1908–1991), básník

## C
- Shimmer Chinodya (pseudonym Ben Chirasha), novelista
- Edmund Chipamaunga, spisovatel
- Samuel Chimsoro, spisovatel
- Ben Chirasha (pseudonym Shimmer Chinodya), novelista
- Chirikure Chirikure, básník a hudebník
- Brian Chikwava, spisovatel a hudebník

## D
- Tsitsi Dangarembga (* 1959), povídky, scénáře

## E
- John Eppel, poesie a povídky

## H
- Chenjerai Hove, spisovatel
- Tendai Huchu, spisovatel

## K
- Rumbi Katedza, režisér, spisovatel, umělecký vedoucí
- Alexander Kanegoni, povídkář a novinář
- Wilson Katiyo, novelista
- Rory Kilalea (pseudonym Murungu), spisovatel

## L
- Doris Lessingová (1919–2013), spisovatelka, novely a povídky

## M
- Nevanji Madanhire, novelista
- George Makana-Clark, spisovatel
- Nozipo Maraire, spisovatel
- Dambudzo Marechera, spisovatel
- Kristina Rungano Masuwa (Kristina Rungano), básnířka, povídkářka
- Timothy O. McLoughlin, novely, básník a novinář
- Aaron Chiwundura Moyo, divadelní hry, herec, režisér
- Charles Mungoshi, knihy pro děti a povídky
- Murungu (pseudonym Rory Kilalea) spisovatel
- Ignatius Musonza, spisovatel
- Solomon Mutswairo, příběhy, básník

## N
- Geoffrey Ndhlala, povídky
- Emmanuel Ngara, teoretik literatury, básník
- Stanley Nyamfukudza, spisovatel
- Freedom Nyamubaya, poesie, próza
- Albert Nyathi, chrámové písně
- Pathisa Nyathi, historie, poesie, drama

## P
- Batisai Parwada, spisovatel
- Virginia Phiri, spisovatelka

## R
- Michael Raeburn, režisér, scenárista
- Douglas Rogers, novinář, spisovatel

## S
- Stanlake Samkange, spisovatel
- Ben Sibenke, divadelní hry
- Ndabezinhle Sigogo, novelista a básník
- Elinor Sisulu, spisovatel
- Alexander McCall Smith (* 1948), romanopisec, autor knih pro děti

## T
- Norman Takawira, divadelní hry, herec, režisér
- Thompson Kumbirai (TK) Tsodzo, dramatik a novelista

## V
- Yvonne Vera, povídkářka

## W
- Andrew Whaley, autor divadelních her, herec
- Bart Wolffe, autor divadelních her, herec, básník, režisér

## Z
- Paul Tiyambe Zeleza, hospodářské dějiny a příběhy
- Musaemura B. Zimunya, poesie a povídky